# Võ Chí Công
Võ Chí Công (Quảng Nam, 7 agosto 1912 – Ho Chi Minh, 8 settembre 2011) è stato un politico vietnamita.
È stato il Presidente del Vietnam in qualità di Presidente del Consiglio di Stato dal giugno 1987 al settembre 1992.
Dal febbraio 1977 al dicembre 1979 è stato Ministro dell'agricoltura.